# هوومونغي

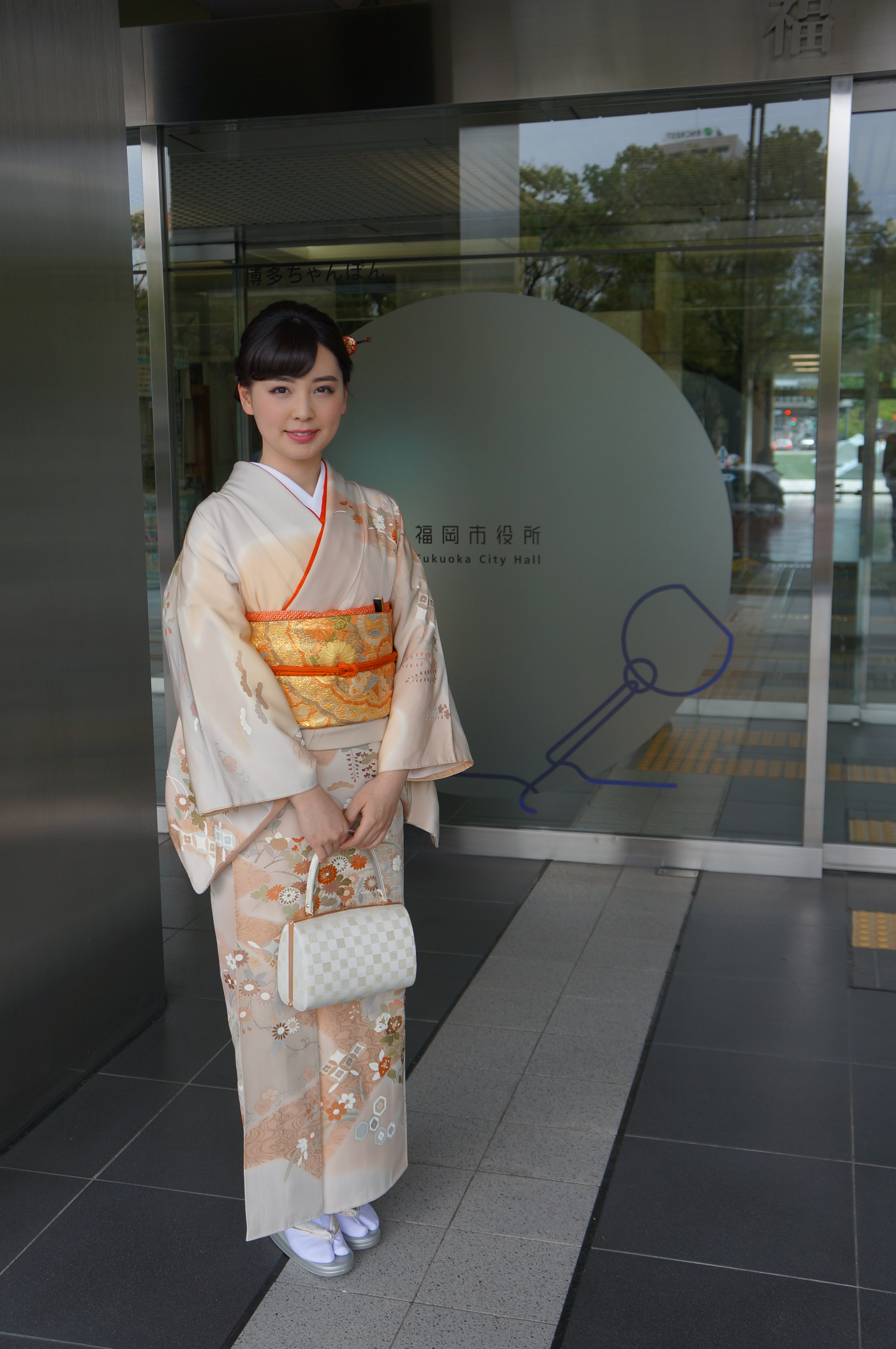
امرأة يابانية ترتدي كيمونو

هوومونغي (باليابانية: 訪問着) يعني حرفياً (لباس الزيارة)، وهو أحد أنواع الكيمونو وهو معروف بنقوشه ورسومه التي تمتد إلى الأذرع والدرزات والأكمام، يمكن للنساء المتزوجات وغير المتزوجات ارتداء الهوومونغي، وغالباً ما يقمن صديقات العروس (عدا الأهل) بارتداء الهوومونغي في حفل زفاف صديقتهن، كما يمكن لبس الهوومونغي في الحفلات الرسمية أو حفلات الشاي وغيرها.

## اقرأ أيضا
- كومون